# 誘惑スレスレ
「誘惑スレスレ」（ゆうわくすれすれ）は、1982年10月15日にリリースされた田原俊彦の11作目のシングル。

## 背景
同曲で1982年末の『第33回NHK紅白歌合戦』に、3年連続3回目の出場を果たした。

## 音楽性
当初予定していた歌詞の一部（一番）を発売直前に変更して発売された。なお表題曲は、｢僕」「君」が歌詞に多く使われている田原の曲としては珍しく、一人称が「オレ｣、二人称が「おまえ」となっている。

## リリース
1982年10月15日に、キャニオン・レコードのNAVレーベルから発売された。
ジャケットにNAVレーベルが印字されているシングルは本作で最後となり、次作の『ラブ・シュプール』からはPCマークが印字された。

## 収録曲
| 全作詞: 宮下智、全作曲: 網倉一也。 |                  |           |            |            |      |
| #                                  | タイトル         | 作詞      | 作曲・編曲 | 編曲       | 時間 |
| 1.                                 | 「誘惑スレスレ」 | 宮下智    | 網倉一也   | 馬飼野康二 | 3:25 |
| 2.                                 | 「哀愁DIARY」    | 宮下智    | 網倉一也   | 大村雅朗   | 3:56 |
| 合計時間:                          | 合計時間:        | 合計時間: | 7:21       |            |      |